# La Historia de Nastagio degli Onesti (tercer episodio)
El tercer episodio de La Historia de Nastagio degli Onesti (en italiano : Nastagio degli Onesti, terzo episodio) es una pintura a témpera sobre tabla (83 × 142 cm) de Sandro Botticelli, datada en 1483 y conservada en el Museo del Prado en Madrid.

## Histórico
El cuadro forma parte de una serie de cuatro paneles destinados al cabecero de una cama nupcial o a la decoración para un cassone, por encargo de Lorenzo de Médici con el fin de hacer un regalo nupcial a Giannozzo Pucci y Lucrezia Bini, ya que ambos escudos de armas familiares que aparecen en el marco: de los cuatro cuadros, tres de ellos se encuentran en el Prado de Madrid y uno en el Palazzo Pucci de Florencia.
Los cuatro paneles quedaron en Florencia en el palacio de la familia Pucci hasta 1868, año de su venta. En lo sucesivo pasaron por diversas colecciones y, en 1929, Francisco de Asís Cambó compró tres a los herederos de Joseph Spiridon después en 1941 hizo donación al museo del Prado. El cuarto, llamado «banquete nupcial», perdido de vista durante siglos, reapareció en Florencia en abril de 2004, con ocasión de una exposición andro Botticelli-Filippino Lippi en el Palazzo Strozzi y no habría abandonado nunca su morada original del palacio Pucci.

## Tema

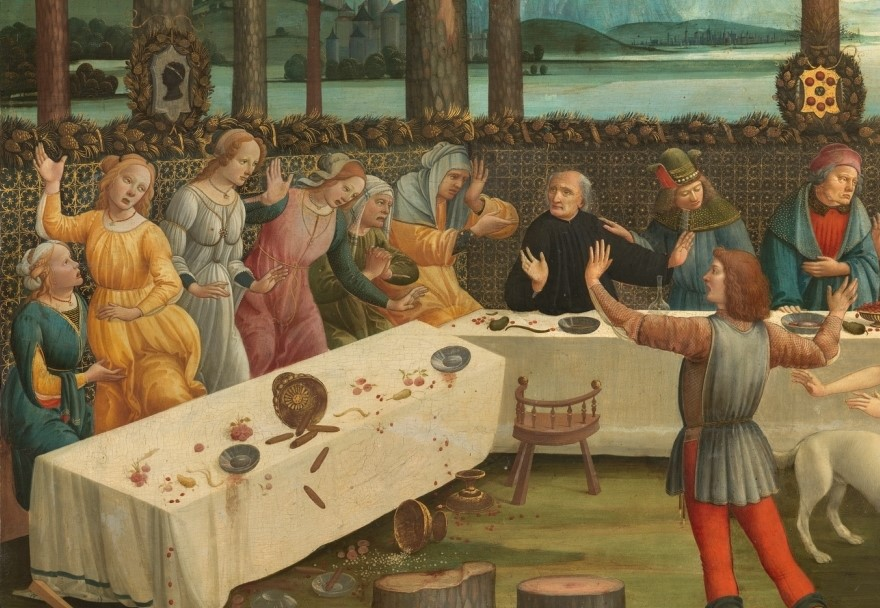
Detalle

El relato de Nastagio degli Onesti forma parte del octavo Cuento de la quinta jornada del Decamerón de Giovanni Boccaccio escrito entre 1348 y 1351, titulada «El Infierno para los enamorados crueles» dedicada a los amores primeramente desdichados que después se terminan de manera feliz.
El tercer episodio se ubica en un pinar cerca de Rávena, ciudad donde se desarrolla la historia. Ya que la escena se repite cada viernes, la idea de Nastagio es de invitar a este espectáculo sus amigos, Paolo Traversari, su mujer, su hija y sus parientes. Su razonamiento está basado en la esperanza que aquella que ama, viendo este espectáculo horrible va a cambiar de parecer y concederle sus favores.
Organiza un banquete para mostrar a sus parientes y a los Traversari, familia de la joven de la cual está enamorado, el castigo sin final de las dos almas condenadas al Purgatorio.

## Descripción
La escena se desarrolla en la misma decoración que ambos precedentes episodios (bosque del primer plano, plano de agua del fondo enmarcando una ciudad fortificada a la izquierda y montañas a la derecha) pero algunos árboles han sido cortados para hacer lugar a la mesa del banquete, como atestiguan los tocones del primer plano.
Sobre el borde superior de la empalizada que enmarca el lugar del banquete, los escudos de armas familiares (a partir de la izquierda los blasones de los Pucci, Médicis y Pucci-Bini) están enganchadas sobre árboles, enmarcadas por coronas de hojas.
En el centro de la mesa levantada y ocupada sobre los bordes exteriores por los convidados, la mujer perseguida aparece repentinamente,  devorada en los muslos por los perros, uno negro y otro blanco, seguida del caballero vestido de una coraza dorada, con la espada levantada.  Ciertos convidados reaccionan: las mujeres de la izquierda se levantan, derramando la mesa con todas las vituallas, aunque Nastagio, girando los hombros, en primer plano busca tranquilizarlas. Los hombres del centro muestran menos su miedo; sobre la derecha de la mesa un músico levanta sus tambores hacia los perros, mientras que otro ha abandonado su laúd sobre la mesa. 
Sobre el extremo derecho del cuadro, hacia las tiendas levantadas del campamento, otros personajes parecen ignorar la escena, mientras entre ellos Nastagio se la explica.

## Análisis
La representación de los detalles es minuciosa, la representación de los cubiertos y del mobiliario constituye un particular interés histórico. 
El cuadro presenta simultáneamente dos escenas sucesivas, necesitando el desdoblamiento del personaje Nastagio.
La historia es esencialmente pagana. El bosque es particularmente complejo con árboles de grandes troncos rígidos y verticales que forman una especie de rejilla en el borde de la laguna, con un plano de fondo donde aparece transversalmente el mar con algunas barcas que se pierden a lo lejos en un gradiente de Perspectiva aérea.
La crítica es unánime con respecto a la atribución de la concepción de las cuatro escenas a Botticelli, pero con relación a la ejecución considera que ha sido en parte confiada a sus asistentes, en particular a Bartolomeo di Giovanni para los tres primeras escenas y a Jacopo del Sellaio para la última.
Las composiciones de los cuatro cuadros comportan una grata armonía espacial, los colores son vivos y la composición natural está medida. El carácter narrativo está reforzado por el modo medieval de hacer figurar elementos consecutivos de la historia sobre el mismo cuadro. 
El dramático está asociado a la elegancia formal de figurillas esbeltas, con los movimientos graciosos de los personajes y de los animales, en un tipo de atmósfera que mezcla fábula y realidad.